# Dajr Hafir (dystrykt)
Dajr Hafir – jedna z 10 jednostek administracyjnych drugiego rzędu (dystrykt) muhafazy Aleppo w Syrii. Powstał w roku 2009, gdy z dystryktu Al-Bab wydzielono gminy Dajr Hafir, Rasm al-Harmal al-Imam i Kuwajris Szarki.
W 2004 roku obszar obecnego dystryktu zamieszkiwało 91 124 osób.